# 藤沢令夫
藤沢 令夫（ふじさわ のりお、1925年6月14日 - 2004年2月28日）は、日本の哲学者・西洋古典学者。専攻はギリシア哲学。京都大学名誉教授。京都国立博物館館長を歴任。1993年紫綬褒章。1998年叙勲二等授瑞宝章。2004年没時叙正四位。

## 経歴
1925年、母の実家のある長野県松本市で生まれた。国鉄官僚の父の転任にともなって各地を転々とした。旧制広島第一中学校（現：広島県立広島国泰寺高等学校）に入学し、上級生だった頃に西洋絵画集を購入。ラファエロの大作『アテナイの学堂』のプラトンとアリストテレスの部分を切り取り、部屋に飾った。北村透谷の「ホメロス在りし時、プラトン在りし時、彼の北斗は今と同じき光芒を放てり」という美文とあいまって、第三高等学校 (旧制)の受験勉強の気休めにしていたのが、哲学への憧憬の始まりだったと回想している。
1941年、第三高等学校に入学。ボート部の活動と読書に勤しんだ。京都大学文学部に入学したが、学徒動員に伴い中国大陸に出征。復員後の1947年に復学した。戦後の虚無感を抱える中で田中美知太郎やギリシア哲学に出会い、研究の道に進んだ。梅原猛と橋本峰雄とは同級生で、この頃より親交があった。1951年、京都大学文学部哲学科を卒業。
1958年、九州大学文学部助教授に就いた。1963年に京都大学文学部助教授に転じ、1969年に教授昇格。1989年に京都大学を定年退官し、名誉教授となった。その後は京都国立博物館館長を務めた。主要な著作は『藤澤令夫著作集』(全7巻）にまとめられている。
また西洋古典学者として、1986年から1998年まで第5代日本西洋古典学会委員長（松平千秋の後任）を務め、京都大学学術出版会『西洋古典叢書』の発足にも寄与し、没時まで編集委員を務めた。2004年に京都で死去。

## 受賞・栄典
- 1993年：紫綬褒章[1]
- 1998年：勲二等授瑞宝章[1]
- 2004年：正四位

## 家族・親族
- 長女：藤澤三佳は社会人間学の研究者。京都芸術大学教授。

## 著作
- 『実在と価値 哲学の復権』筑摩書房 1969
- 『イデアと世界 哲学の基本問題』岩波書店 1980
- 『ギリシア哲学と現代 世界観のありかた』岩波新書 1980
- 『自然・文明・学問 科学の知と哲学の知』紀伊國屋書店 1983
- 『プラトン『パイドロス』註解』岩波書店 1984
- 『哲学の課題』岩波書店 1989
- 『世界観と哲学の基本問題』岩波書店 1993
- 『「よく生きること」の哲学』岩波書店 1995
- 『プラトンの哲学』岩波新書 1998
- 『プラトンの認識論とコスモロジー：人間の世界解釈史を省みて』岩波書店 2014

共編著
- 『哲学の歴史Ⅰ』(岩波講座 哲学 16) 服部英次郎共編 岩波書店 1968
- 『哲学のすすめ』梅原猛・橋本峰雄共著 筑摩書房(学問のすすめ) 1969
- 『哲学を学ぶ人のために』編、世界思想社 1972
- 『プラトン』(世界の思想家 1) 編、平凡社 1977
- 『知の発見：叡知』広中平祐共著、てらこや出版 1983

著作集
- 『藤澤令夫著作集』（全7巻）岩波書店 2000-2001

1. 実在と価値
2. イデアと世界
3. 世界観と哲学の基本問題
4. プラトン『パイドロス』註解
5. ギリシア哲学と現代
6. 「よく生きること」の哲学
7. 自然・文明・学問

献呈論文集
『イリソスのほとり 藤澤令夫先生献呈論文集』内山勝利・中畑正志編、世界思想社 2005

### 訳注
- 『プラトン著作集 第1巻 パイドロス＜註解＞』岩波書店 1957
- 『プラトン著作集 第2巻 ゴルギアス＜註解＞』岩波書店 1960
- ルクレティウス『事物の本性について・宇宙論』岩田義一共訳
筑摩書房「世界古典文学全集21」1965[注釈 1]／ちくま学芸文庫、2025
- ソポクレス『オイディプス王』[注釈 2]岩波文庫 1967、改版 2004、ワイド版 2009
- プラトン『パイドロス』岩波文庫 1967、改版 2010
- 『ギリシア哲学と宗教』コルネリア・ド・フォーゲル（英語版）著、筑摩叢書 1969、復刊 1985年
- 『プラトン全集』全15巻、岩波書店、田中美知太郎と監修 1974-1978。度々再版（下記は改訂文庫版）
  - プラトン『国家』上下、岩波文庫 1979、改版 2008、ワイド版 2002
  - プラトン『プロタゴラス－ソフィストたち』岩波文庫 1988
  - プラトン『メノン』岩波文庫 1994
- 『ギリシア哲学  シャトレ哲学史・西洋哲学の知 1』監訳、白水社 1976、新版 1998
- 『哲学者アリストテレス』ジョン・L.アクリル（英語版）著、山口義久共訳、紀伊国屋書店 1985
- プラトン『ゴルギアス』中公クラシックス[注釈 3] 2002